# Symphytum circinale
Symphytum circinale är en strävbladig växtart som beskrevs av Runem. Symphytum circinale ingår i släktet vallörter, och familjen strävbladiga växter. Inga underarter finns listade i Catalogue of Life.